# Campeonato Croata de Futebol de 2014–15
O Campeonato Croata de 2014-15 foi a vigésima quarta edição da primeira divisão do futebol na Croácia. O Dínamo Zagreb, da capital homônima, foi o campeão da temporada, chegando a seu 17º título do campeonato croata, nono consecutivo.

## História e sistema de disputa
Dez equipes participaram do Campeonato Croata em sua temporada 2014-15. O primeiro jogose deu em 18 de julho de 2014 e a última rodada aconteceu em 30 de maio de 2015.
O campeonato foi disputado em uma única fase, na qual todos os times se enfrentaram entre si quatro vezes, duas vezes em casa, duas vezes fora, perfazendo assim 36 jogos para cada equipe.
O campeão se classificava para as fases preliminares da Liga dos Campeões da UEFA de 2015–16. O segundo, terceiro e o quarto colocados entravam nas fases preliminares da Liga Europa da UEFA de 2015–16. O último colocado (10º na tabela geral) era rebaixado para a 2.HNL (segunda divisão).

## Classificação final
| #   | Time          | Jogos | Vitórias | Empates | Derrotas | GP-GC | Pontos | Classificação ou rebaixamento |
| 1.  | Dinamo Zagreb | 36    | 26       | 10      | 0        | 85-21 | 88     | Campeão                       |
| 2.  | Rijeka        | 36    | 22       | 9       | 5        | 76-29 | 75     | Classificado à Liga Europa    |
| 3.  | Hajduk Split  | 36    | 15       | 8       | 13       | 59-56 | 50(n1) | Classificado à Liga Europa    |
| 4.  | Lokomotiva    | 36    | 13       | 7       | 16       | 59-68 | 46     | Classificado à Liga Europa    |
| 5.  | NK Zagreb     | 36    | 13       | 7       | 16       | 45-54 | 46     |                               |
| 6.  | Slaven Belupo | 36    | 11       | 9       | 16       | 38-49 | 42     |                               |
| 7.  | RNK Split     | 36    | 9        | 14      | 13       | 42-49 | 41     |                               |
| 8.  | Osijek        | 36    | 10       | 6       | 20       | 42-59 | 36     |                               |
| 9.  | Istra 1961    | 36    | 7        | 14      | 15       | 36-59 | 35     |                               |
| 10. | NK Zadar      | 36    | 8        | 8       | 20       | 37-75 | 32     | Rebaixado para a 2. HNL       |

(n1) Teve três pontos retirados por decisão federativa.

## Artilheiros
O artilheiro da competição foi o croata Andrej Kramarić do Rijeka, com 21 gols.